# Keeta
Keeta（前名：KeeTa）是中國外賣平台美团旗下的國際品牌，於2023年創立。現時在香港、沙特阿拉伯、卡塔爾、巴西展開業務。

## 歷史
美團在2022年香港成立「Kangaroo Limited」（直譯為袋鼠有限公司），並宣佈以全新獨立品牌進軍香港，旗下外賣平台命名為「KeeTa」。於2023年5月23日正式在香港市場展開業務，首階段在旺角和大角咀作為試點，並於同年10月23日覆蓋全港地區。在香港的主要競爭對手為foodpanda和戶戶送。
2024年8月23日，美團宣佈旗下境外品牌「KeeTa」正式更名為「Keeta」，象徵品牌邁向新階段，並以國際市場作為目標。
2024年9月9日，Keeta進軍沙特阿拉伯市場，正式開啟國際化擴張的第一步。
2025年5月，美團宣佈Keeta將進軍巴西市場，並計劃在五年內投入十億美元。巴西總統盧拉與美團創辦人王興於中國北京簽署投資會議。
2025年8月19日，KeeTa正式在卡塔爾首都多哈投入服務，預期將於未來數月內進入巴西市場。

## 營運區域
- 香港
- 沙烏地阿拉伯
- 巴西

## 爭議

### 私隱外洩風波
2024年1月30日，網上流傳Keeta（KeeTa）疑洩露送遞員真實姓名及身份證號碼，事件引起網民關注，私隱專員公署更因此接獲1宗投訴。Keeta於翌日（即1月31日）在「KeeTa Rider」手機應用程式向全體送遞員發表公告，表示洩露的主因是部分送遞員設定帳號時輸入錯誤，誤將其他資訊填入姓名一欄，同時強調已聯絡受影響的送遞員更正資料，並即將優化帳號設定及覆核流程，以避免同類事件發生，最後表示向受影響的送遞員致歉。另外餐廳職員除了能透過終端機得知送遞員的個人資料外，亦能得知客人的電話號碼及居住地址，有網民對此感到擔憂，並表示客人居住地址僅適用於送遞員作即時配送用途，而且與餐廳職員無關，因此餐廳職員絕對無權得知這些私隱資訊，質疑Keeta私隱保護意識薄弱。至於其競爭對手foodpanda及戶戶送（現已退出香港市場）的終端機僅適用於餐廳職員作即時聯絡用途（如需致電客人），餐廳職員亦不會得知客人居住地址，此舉使不少網民質疑Keeta品牌可信度完全被其競爭對手比下去。
2025年4月，有透過Keeta訂餐的女性客戶在社交媒體表示遭受Keeta送遞員私下訊息滋擾及附上相關截圖證據，並表示已就事件向Keeta投訴以及報警處理，事件再度引起大量網民及媒體關注，雖然Keeta自2024年8月起引進虛擬號碼（功能名稱為「加密撥出」）新功能「保障私隱」，但有網民發現該功能只屬於「隨機」性質而不是全面實行，再者如客人或送遞員其中一方沒有接聽來電的話，留言信箱便會洩露其完整電話號碼。與此同時，虛擬號碼功能亦未能支援非本地電話號碼，甚至有送遞員在社交媒體表示曾在不知情的情況下被無故收取IDD通話費用，變相使虛擬號碼功能形同虛設，導致客人及送遞員雙方電話號碼持續外洩並造成是次惡果。《香港01》表示已向Keeta查詢事件及等候回覆，惟Keeta至今仍未有正面回應事件，不少網民質疑Keeta有逃避責任及刻意淡化事件之嫌。
相反其競爭對手戶戶送則被網民認為是三間外賣平台當中私隱保護意識最高，並早於多年前已全面實行來電轉駁機制以避免客人及送遞員雙方電話號碼外洩，當中包括終端機亦採用相同操作，更承諾即使任何一方要求提供其個人資料亦無法作進一步提供，另外非本地電話號碼也能如常使用該功能且不受任何影響。至於另一競爭對手foodpanda旗下送遞員雖然同樣能得知客人的電話號碼，但除非送遞員主動致電客人，否則客人不會得知送遞員的電話號碼，並只算保障了一半私隱且有待改進，而在私隱保護方面則被網民認為是中規中矩，介乎戶戶送與Keeta兩者之間。隨著Keeta在香港市場成功擊敗戶戶送後，不少網民擔心除了收入大幅減少外，更擔心私隱外洩問題將進一步惡化。
2025年7月15日，Keeta更於「送遞員感謝祭」得獎者名單再度洩露送遞員真實姓名及電話號碼，而Keeta早已有多次私隱外洩醜聞前科，並令不少網民質疑Keeta根本無意就私隱問題作出改善，甚至對其品牌誠信產生懷疑。

### 罷工行動
2025年5月，多名Keeta送遞員因不滿被削減服務費、縮短送遞時間、實行「K go」優先派單機制而先後在荃灣、九龍城、中環、紅磡及天水圍等區發起一連串罷工行動，約有300名送遞員響應，當中訴求包括爭取合理工資、改善「孖單」制度等，以及批評其「搶單」制度大大增加遇上交通意外的風險。Keeta於同月28日發出公告表示其「搶單」制度僅為輔助，以及表示會持續優化路線規劃等。但不少送遞員不接受Keeta的解釋，更批評Keeta未有正面回應任何訴求，並且質疑有轉移視線之嫌。

## 外部連結
- 官方网站
- Keeta（香港）的Facebook專頁
- Keeta（香港）的Instagram帳戶